# Egon Petri
Egon Petri (Hanóver, Alemania, 23 de marzo de 1881 - Berkeley, Estados Unidos, 27 de mayo de 1962) fue un pianista de música clásica.
La familia de Petri era de origen holandés, si bien Egon nació en Hanóver y se crio en Dresde. Su padre era violinista profesional y enseñó a su hijo a tocar este instrumento, de tal forma que Egon actuó como solista en la Dresden Court Orchestra cuando todavía era un adolescente.
Desde una temprana edad, Petri recibió lecciones de piano; estudió con Ferruccio Busoni, quien resultó ser una gran influencia para su obra posterior. Gracias a su maestro, Petri se concentró en los trabajos de Johann Sebastian Bach y de Franz Liszt, compositores que, junto con el propio Busoni, constituyeron el centro de su repertorio.
Durante la Primera Guerra Mundial Petri se trasladó con Busoni a Suiza, donde colaboraron en la edición de las obras para teclado de Bach. En la década de los años veinte, ejerció la docencia en Berlín, donde tuvo como alumnos a Víctor Borge y Vitya Vronsky, entre otros. En 1923 se convirtió en el primer solista no-soviético en actuar en la Unión Soviética. En 1927 se instaló en Zakopane (Polonia). A partir de 1929, realizó varias grabaciones discográficas.
Con el estallido de la Segunda Guerra Mundial, Petri se trasladó a los Estados Unidos, donde trabajó primero en la Universidad de Cornell y posteriormente en el Mills College (Oakland, California).
Petri falleció en 1962 en Berkeley, California.